# Гайворонка
Га́йворонка — село в Україні , у Золотниківській сільській громаді Тернопільського району Тернопільської області.  Адміністративний центр колишньої Гайворонківської сільської ради. Від вересня 2015 року ввійшло у склад Золотниківської сільської громади. Розташоване в південній частині району, по обидва береги річки Стрипи.
Поштове відділення — Вишнівчицьке.
Населення — 556 осіб (2003).

## Історія
Поблизу Гайворонки виявлено скарб римських монет (2 століття).
Перша писемна згадка — 1759.
12 червня 2020 року, відповідно до розпорядження Кабінету Міністрів України № 724-р «Про визначення адміністративних центрів та затвердження територій територіальних громад Тернопільської області» увійшло до складу Золотниківської сільської громади.
19 липня 2020 року, в результаті адміністративно-територіальної реформи та ліквідації Теребовлянського району, село увійшло до складу Тернопільського району.

## Політика

### Парламентські вибори, 2019
На позачергових парламентських виборах 2019 року у селі функціонувала окрема виборча дільниця № 610823, розташована у приміщенні будинку культури.
Результати
- зареєстровано 315 виборців, явка 71,75%, найбільше голосів віддано за Всеукраїнське об'єднання «Батьківщина» — 26,13%, за «Слугу народу» — 25,23%, за «Голос» — 8,11%.[3] В одномандатному окрузі найбільше голосів отримав Микола Люшняк (самовисування) — 31,19%, за Володимира Бліхаря (Всеукраїнське об'єднання «Батьківщина») — 21,10%, за Ігоря Сопеля (Слуга народу) — 13,30%[4].

## Населення

### Мова
Розподіл населення за рідною мовою за даними перепису 2001 року:
| Мова       | Кількість | Відсоток |
| ---------- | --------- | -------- |
| українська | 506       | 99.6%    |
| російська  | 1         | 0.2%     |
| білоруська | 1         | 0.2%     |
| Усього     | 508       | 100%     |

## Релігія
- церква святої Анни (1870; кам'яна; реставрована 1990).

## Пам'ятники
Споруджено пам'ятник полеглим у німецько-радянській війні воїнам-односельцям (1969), насипано символічну могилу УСС (1994).

## Соціальна сфера
Діють загальноосвітня школа І-ІІ ступенів, клуб, бібліотека, ФАП.

## Відомі люди

### Народилися
- Дмитро Миськів — діяч ОУН.
- Ігор Бочан (нар. 1952) — український вчений. Ректор Львівського інституту економіки і туризму, професор, доктор економічних наук, заслужений працівник освіти України.
- Броніслав Завадський — польський літературознавець, журналіст. Брат Владислава Завадського
- Владислав Завадський — польський письменник, історик. публіцист.
- Стасів Михайло Ярославович (1968—2016) — український військовик, учасник російсько-української війни[6].
- Рожелюк Володимир Якович (1960—2015) — український військовик,учасник російсько-української війни[7].
- Мар’ян Ясіньський (1859–1938) — польський військовик, титулярний генерал Війська Польського

## Галерея

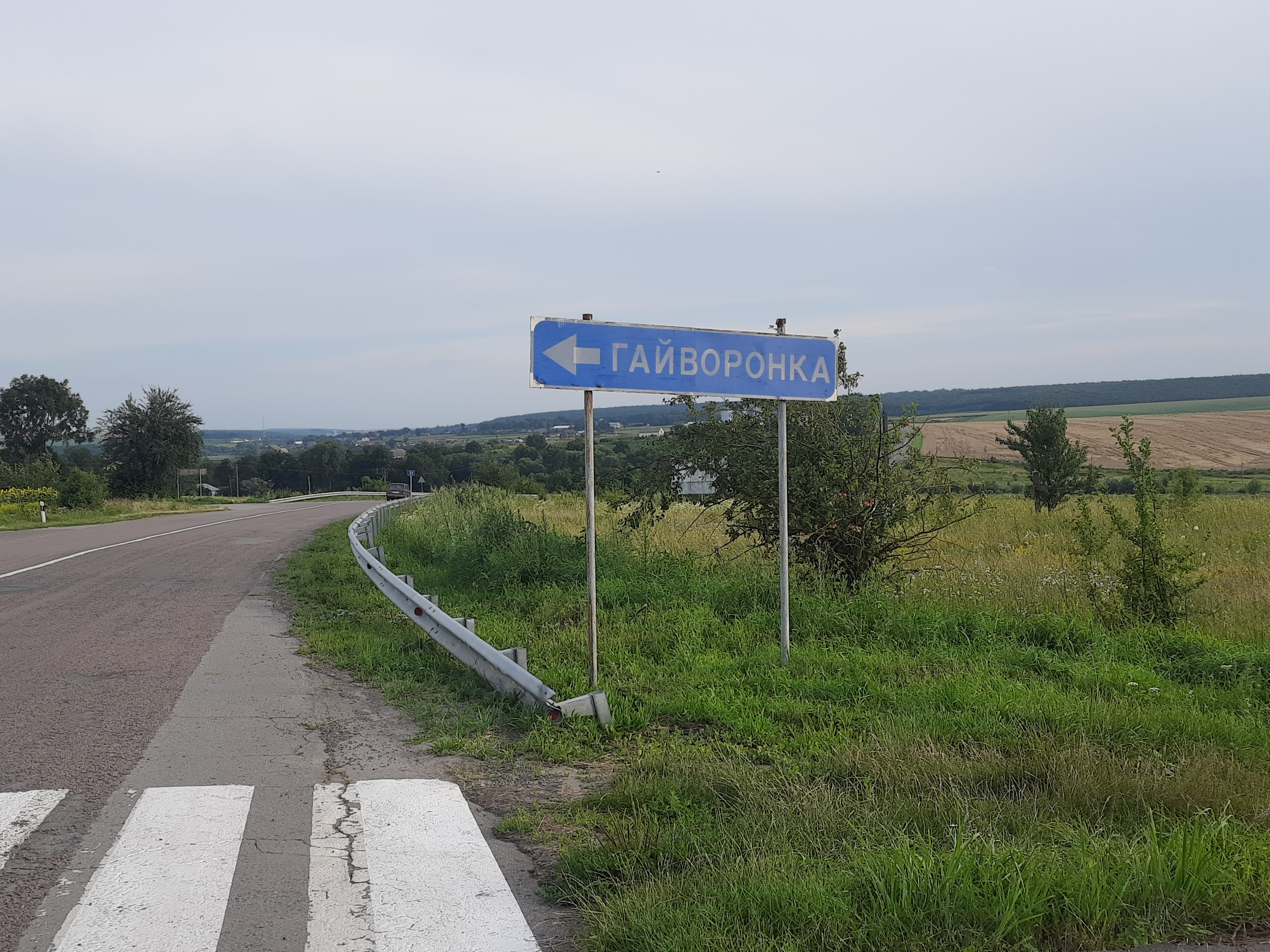
Дорожній знак при повороті на село]
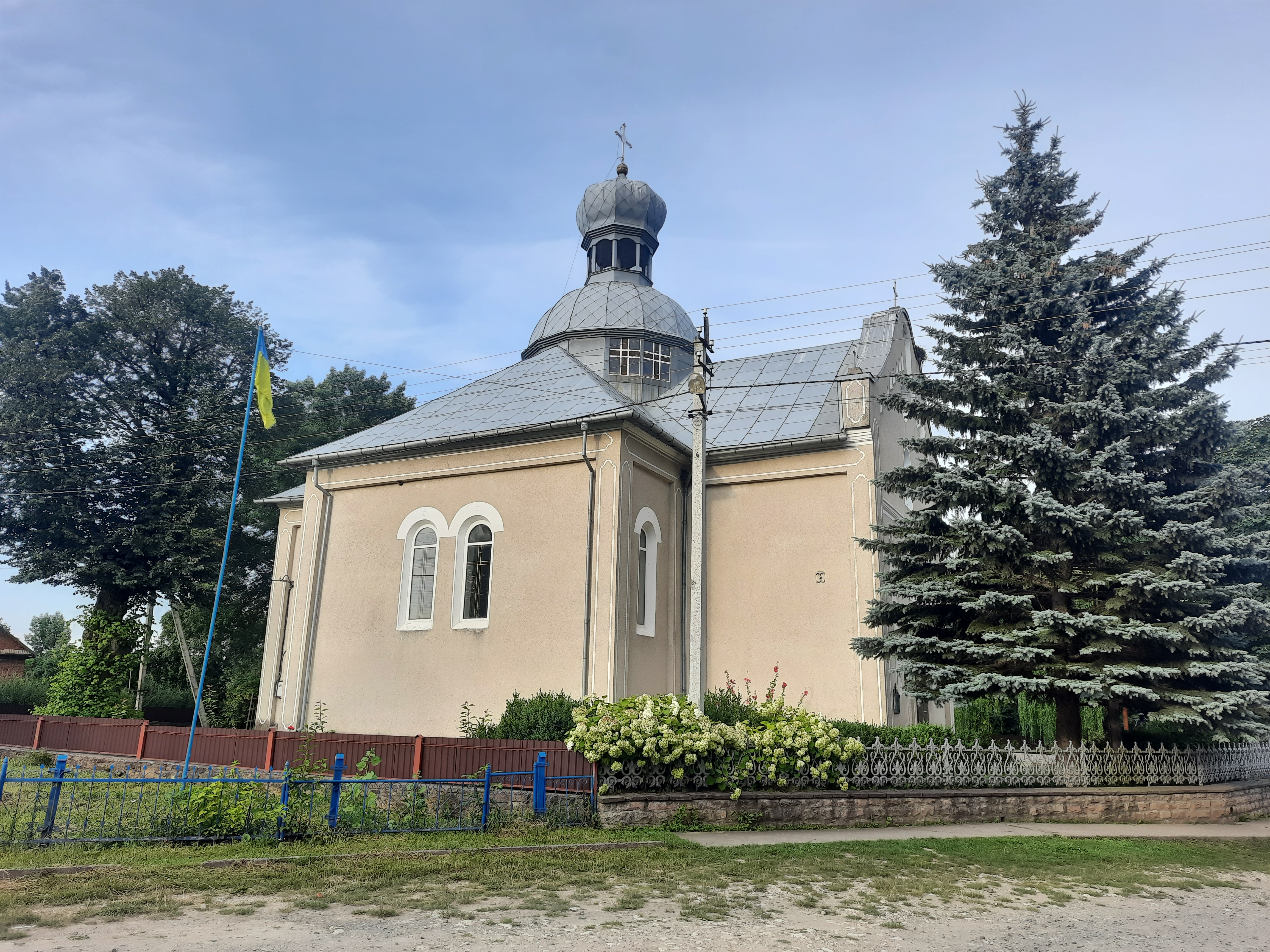
Церква Святої Анни
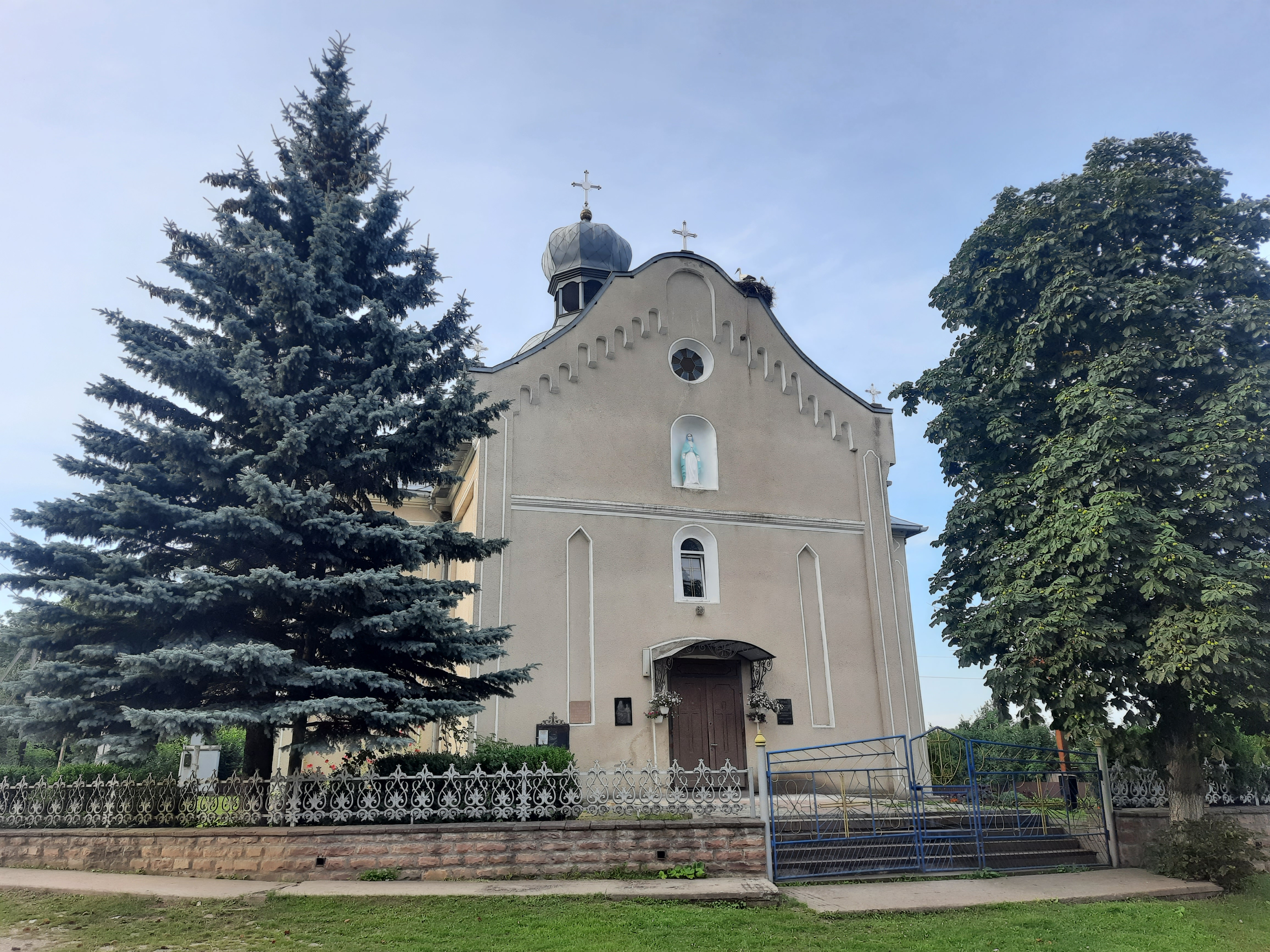
Церква Святої Анни
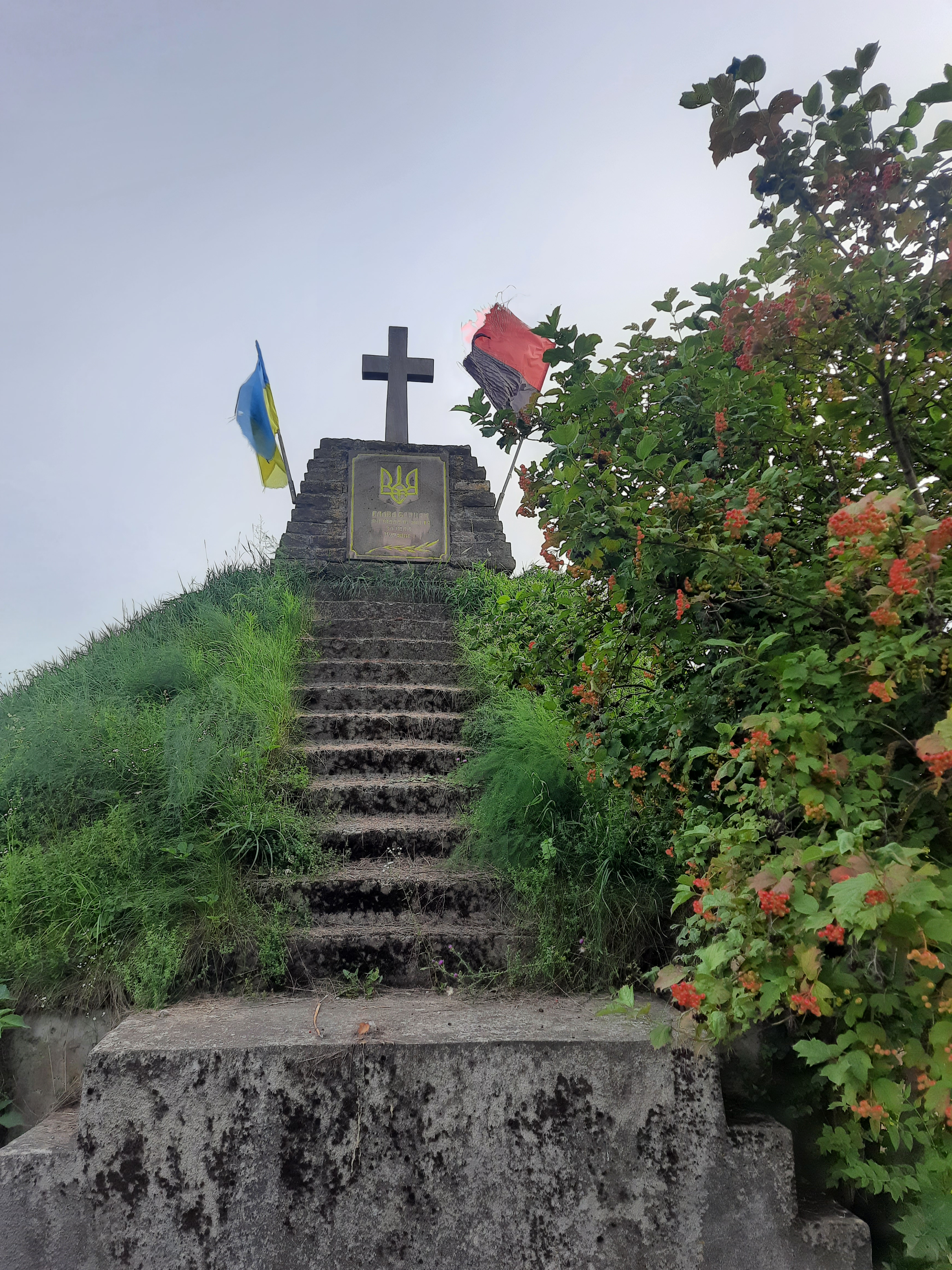
Символічна могила Борцям за волю України
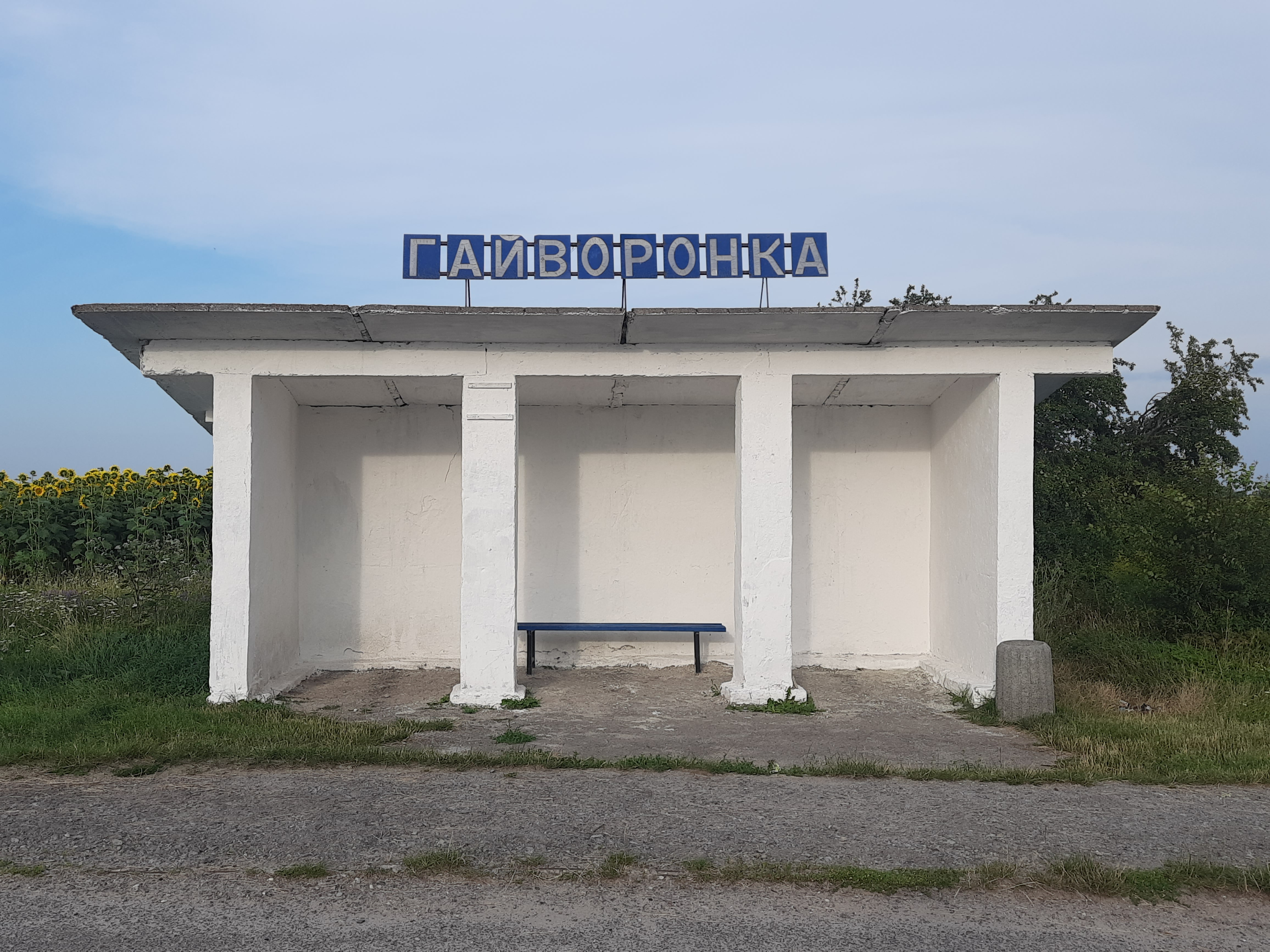
Автобусна зупинка